# 塔林城市劇場

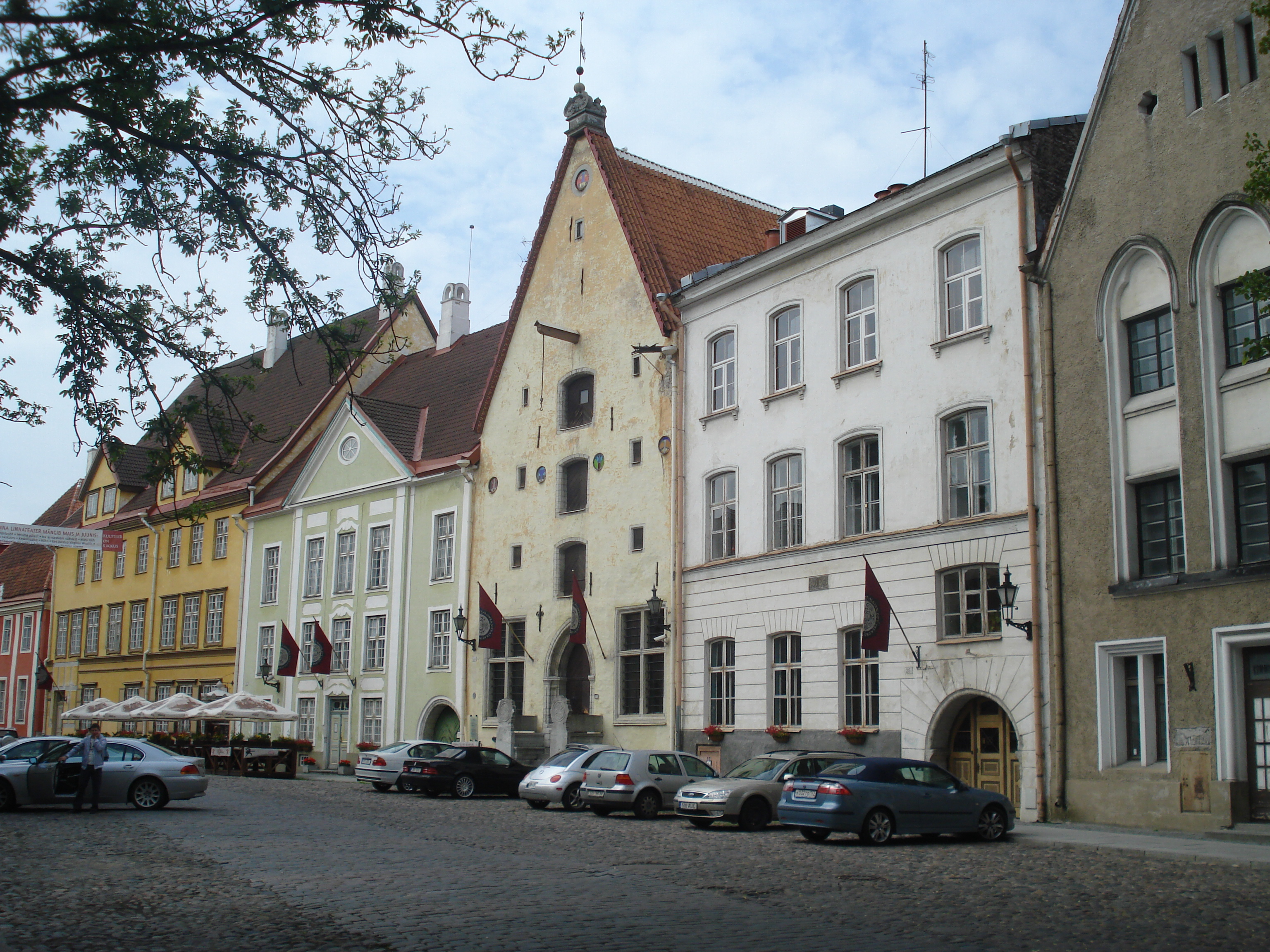
塔林城市劇場

塔林城市劇場是愛沙尼亞首都塔林舊城區的一座劇場。塔林城市劇場創建於1965年，最初名為愛沙尼亞蘇維埃共和國青年劇場。劇場位於一座中世紀建築之內，舉辦多種類型的演出活動。

## 外部連結
- 官方网站

59°26′24″N 24°44′44″E / 59.4399°N 24.7456°E